# Onthophagus gibbicollis
Onthophagus gibbicollis är en skalbaggsart som beskrevs av Lansberge 1885. Onthophagus gibbicollis ingår i släktet Onthophagus och familjen bladhorningar. Inga underarter finns listade i Catalogue of Life.